# Johann Jakob Burckhardt (Mathematiker)
Johann Jakob Burckhardt (* 13. Juli 1903 in Basel; † 5. November 2006 in Zürich) war ein Schweizer Mathematiker und Kristallograph.

## Leben
Johann Jakob Burckhardt stammte aus einer alten Basler Familie. Zu seinen Vorfahren gehörte auch ein Bruder (Hieronimus) von Jakob I und Johann I Bernoulli. Sein Vater, Wilhelm Burckhardt-Vischer, war Anwalt und Rechtsberater des deutschen Konsulats in Basel. Burckhardt besuchte das Humanistische Gymnasium und die Oberrealschule in Basel und studierte ab 1922 an der Universität Basel.
1923 studierte er im Sommersemester an der Ludwig-Maximilians-Universität München, unter anderem bei Arnold Sommerfeld, Oskar Perron, Friedrich Hartogs und Wilhelm Wien, und 1924 an der Universität Hamburg, unter anderem bei Hans Rademacher und Erich Hecke.
Angeregt durch die Lektüre des Gruppentheorie-Lehrbuchs von Andreas Speiser, das auch Anwendungen auf Ornamente und Kristallographie brachte, setzte er sein Studium 1924 an der Universität Zürich fort. Er hörte dort unter anderen Speiser, Rudolf Fueter, den Astronomen Alfred Wolfer und Erwin Schrödinger, und an der ETH Zürich Hermann Weyl, George Pólya (dessen Seminar er besuchte) und den Mineralogen Paul Niggli. Ausserdem studierte er Kristallographie bei Leonhard Weber.
1927 legte er die Prüfung für das höhere Lehramt ab und wurde bei Speiser in Mathematik promoviert (Die Algebren der Diedergruppen). Ende 1927 setzte er sein Studium an der Universität Paris bei Jacques Hadamard fort und danach 1928 an der Universität Göttingen, wo er die Seminare von Emmy Noether und Richard Courant besuchte und bei Gustav Herglotz Geometrie hörte. Hier traf er auch Bartel Leendert van der Waerden und Otto Neugebauer, beide später bekannte Mathematikhistoriker (van der Waerden war später sein Kollege in Zürich).
Da ihm das politische Klima mit dem Aufkommen der Nationalsozialisten in Deutschland nicht behagte, schlug er das Angebot einer Assistentenstelle in Göttingen aus und ging zurück nach Basel, wo er Hilfslehrer an der Unteren Realschule war. Danach wechselte er als Assistent von Fueter an die Universität Zürich.
Burckhardt habilitierte sich 1933 an der Universität Zürich mit der Arbeit Zur Theorie der Bewegungsgruppen, unterrichtete dann als Vertreter am Technikum Winterthur und der Töchterschule auf der Hohen Promenade in Zürich. Einen Ruf als Professor an die Universität Kairo lehnte er ab. 1942 wurde er Titularprofessor an der Universität Zürich. 1943/1944 war er Lehrstuhlvertreter von Otto Spiess in Basel. Von 1945 bis zu seiner Pensionierung 1970 war er Oberassistent am Mathematischen Institut der Universität Zürich.
Burckhardt war Ehrenmitglied der Schweizerischen Mathematischen Gesellschaft, deren Präsident er 1954/1955 war, und der Naturforschenden Gesellschaft Zürich.
Er war ein begeisterter Wanderer und Bergsteiger.

## Werk
Burckhardt ist für seine Ableitung der kristallographischen Raumgruppen bekannt, Thema eines von ihm verfassten Standardwerks. Die 230 Raumgruppen waren um 1890 von Schoenflies und Fjodorow aufgestellt worden. Der zweidimensionale Fall war mathematisch von  Pólya und Niggli 1924 behandelt worden. Burckhardt löste in den 1930er Jahren den dreidimensionalen Fall mathematisch, das heisst, er gab ein algebraisches Bestimmungsverfahren an. Hierbei baute er auf Arbeiten von Frobenius und Bieberbach über Bewegungsgruppen in n-dimensionalen Räumen auf und führte das Konzept der Arithmetischen Kristallklasse ein. Sein Verfahren ist auch in höheren Dimensionen anwendbar.
Im Auftrag von Speiser und Fueter schrieb er eine Darstellung der Mengenlehre von Paul Finsler. Das geschah auf Anregung von Fueter und Speiser, um Finslers überwiegend negativ aufgenommene Ideen weiteren Mathematikerkreisen verständlich darzulegen.
Burckhardt befasste sich auch mit Mathematikgeschichte. Unter anderem beschäftigte er sich mit Ludwig Schläfli, schrieb den Artikel über diesen für den Dictionary of Scientific Biography, eine Biographie Schläflis für die Zeitschrift Elemente der Mathematik, und gab dessen Gesammelte Abhandlungen als Mitglied des Steiner-Schläfli-Komitees mit heraus.
Er untersuchte (teilweise mit van der Waerden) mittelalterliche islamische Astronomen (wie die Planetentafeln von al-Chwarizmi).
Ebenso war er an der Euler-Gesamtausgabe beteiligt, als Mitglied der schweizerischen Euler-Kommission (1952–1975), deren Vizepräsident er von 1957 bis 1975 war.
Von Burckhardt stammt auch ein Buch über die Geschichte der Kristallographie und Aufsätze über die Geschichte der Entdeckung der Raumgruppen durch Fjodorow und Schoenflies. 1966 gab er das Bamberger Rechenbuch von Ulrich Wagner von 1483 heraus, von dem er ein Exemplar in der Zentralbibliothek Zürich fand.
Er schrieb Mathematikerbiographien für die Neue Deutsche Biographie und den Dictionary of Scientific Biography über Fueter, Marcel Grossmann, Heinz Hopf, Karl Heinrich Gräffe, Ferdinand Rudio, Carl Friedrich Geiser, Rudolf Wolf, Jakob Steiner sowie Schläfli.
Burckhardt war auch als Übersetzer tätig. 1923 übersetzte er mit Emil Schubarth das Buch von Leonard Dickson Algebren und ihre Zahlentheorie (Orell Füssli, Zürich 1927) im Auftrag von Andreas Speiser – es hatte damals einen grossen Einfluss auf die Entwicklung der Algebrentheorie und algebraische Zahlentheorie in Deutschland.  Ausserdem übersetzte er das bekannte Geometrie-Lehrbuch von Coxeter (Unvergängliche Geometrie, Birkhäuser, Basel 1963).  
Von 1950 bis 1982 war er Herausgeber der Commentarii Mathematici Helvetici.

## Schriften
- Die Bewegungsgruppen der Kristallographie. Birkhäuser, Basel 1947; 2., neubearbeitete Auflage 1966.
- Ludwig Schläfli: 1814–1895. In: Elemente der Mathematik. Beiheft 4, 1948, doi:10.5169/seals-3641.
- Lesebuch zur Mathematik. Quellen von Euklid bis heute. Räber, Luzern 1968.
- Die Mathematik an der Universität Zürich 1916–1950 unter den Professoren R. Fueter, A. Speiser, P. Finsler. In: Elemente der Mathematik. Beiheft 16, 1980, [(https://www.e-periodica.ch/digbib/view?pid=emb-001:1980:16#16 online]).
- Herausgeber mit Emil Fellmann, Walter Habicht: Leonhard Euler 1707–1783. Beiträge zu Leben und Werk. Gedenkband des Kantons Basel-Stadt. Birkhäuser, Basel 1983 (darin von Burckhardt: Die Euler-Kommission der Schweizerischen Naturforschenden Gesellschaft – ein Beitrag zur Editionsgeschichte. S. 501–510, und Euleriana – Verzeichnis des Schrifttums über Leonhard Euler. S. 511–552).
- Die Symmetrie der Kristalle. Von René-Just Haüy zur kristallographischen Schule in Zürich. Mit einem Beitrag von Erhard Scholz. Birkhäuser, Basel 1988 (Geschichte der Kristallographie).